# Fleurie
Fleurie là một xã thuộc tỉnh Rhône trong vùng Auvergne-Rhône-Alpes phía đông nước Pháp. Xã này nằm ở khu vực có độ cao trung bình 300 mét trên mực nước biển.
- Fleurie AOC, a Beaujolais wine from Fleurie